# 서울미국인고등학교
서울미국인고등학교(Seoul American High School (SAHS))는 대한민국에 있는 주한 미군의 부대인 용산 기지 내에 소재한 미국인 고등학교이다. 1959년 미군 및 미군속 자녀들을 위해서 설립되었고 주한미군이 캠프 험프리스로 이전함에 따라 개교 60주년인 2019년 이후 60년만에 폐교되었다.

## 개요
서울미국인고등학교는 1959년에 개교하였으며, 이곳에는 청소년 학군단(JROTC) 프로그램이 있어 미국 고등학교에서 실시하는 JROTC 프로그램과 연계하여 교육했었다.

## 논란
서울미국인고등학교는 본래 미군 및 미군속 자녀, 또는 대한민국에 거주하는 미국인을 위해서 설립되었으나, 일부 내국인 학부모들은 국내 학교보다 수준 높은 교육을 위해, 대한민국 내에 거주 중인 미국인 가정에 거액의 돈을 주고 불법 입양을 시켜서 부정 입학하는 경우가 종종 있다. 이로 인해, 본래 취지대로 가야 할 미군 및 미군속 자녀가 탈락하기도 한다.

## 같이 보기
- 외국인학교